# Arturo Cuccoli

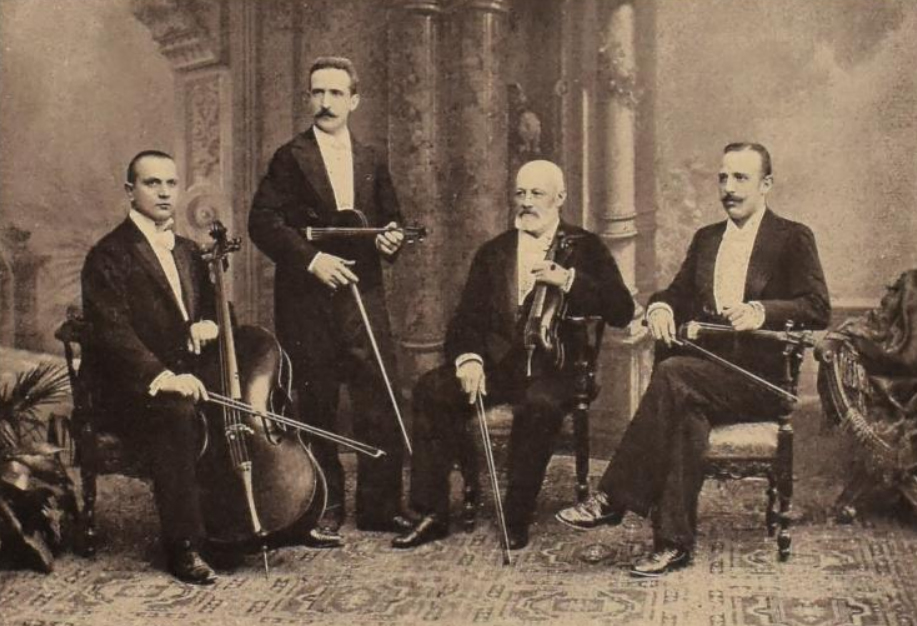
Il Quartetto di Trieste - da sinistra a destra: Arturo Cuccoli (Cello),Guido Eckhardt (2°violino), Julius Heller (1° violino), Menotti Bemporad (viola) (foto degli anni 1890)

Arturo Cuccoli (Bologna, 17 luglio 1869 – Padova, 1º dicembre 1935) è stato un violoncellista e docente italiano, considerato il fondatore della scuola violoncellista di Padova.

## Biografia
Nato da Petronio e da Carolina Orsoni, aveva appena sei anni quando il fratello Egidio gli insegnò i primi rudimenti di musica e più avanti lo avviò allo studio del violoncello. Successivamente fu affidato al sicuro magistero del violoncellista Francesco Serato che ne maturò e affinò la tecnica. A diciotto anni iniziò una movimentata carriera musicale che lo portò a suonare in diverse orchestre e gli permise di acquisire esperienza e sicurezza. Il suo carattere irrequieto lo spinse ad emigrare verso l’America del Sud dove fece parte dell’orchestra sinfonica di Rio de Janeiro. Rientrò ben presto in Italia e subito fu scritturato da orchestre di Bologna e Napoli. Partì poi per una breve tournée concertistica in Spagna terminata la quale tornò una seconda volta in America.
Rientrò nel 1889 deciso a intraprendere l'attività di solista. Si esibì quindi in varie città italiane e riscosse successo e applausi. Ma poi accettò l’incarico di primo violoncello nell'orchestra del Teatro di Trieste dove approdò nel 1892. Questo non gli impedì di recarsi in Germania e in Russia e anche di suonare nel «Trio Nachtigall» di Varsavia. Al ritorno si fermò nuovamente a Trieste dove fu apprezzato come insegnante e venne invitato a far parte del «Quartetto Heller», noto anche come «Quartetto di Trieste», nel quale rimase dal 1896 al 1898. Si aggregò poi al «Trio Sillani - Cuccoli - Florio».
Nell’estate del 1900 abbandonò Trieste avendo ricevuto la nomina di professore di violoncello e contrabbasso presso l’”Istituto musicale” di Padova. Contemporaneamente all’attività di docente fece parte del «Trio Pollini» con il quale suonò dal 1900 al 1912. La sua notorietà intanto cresceva tanto che nel 1906 fu invitato a suonare nel quintetto della regina Margherita di Savoia diretto in quel tempo da Giovanni  Sgambati. Nel 1914 fondò il «Quartetto Padovano» che durò solamente un anno in quanto si sciolse al sopravvenire della prima guerra mondiale.
La sua carriera gli aveva permesso di stringere cordiali rapporti con i maggiori direttori d’orchestra come pure con grandi musicisti tra i quali Pietro Mascagni e Giacomo Puccini che lo vollero come solista in stagioni operistiche importanti.
Dopo lunga riflessione decise di trasmettere alle nuove generazioni l’esperienza accumulata in molti anni dedicandosi all’insegnamento e mediante una serie di metodi che accompagnano il principiante di grado in grado; nell'insieme  costituiscono la sua maggior opera e il suo lascito più importante e duraturo.

## Composizioni

### Lavori didattici
- Metodo elementare per violoncello, I, Impianto dell'arco e impostazione della mano sinistra; II, Impostazione e sviluppo delle posizioni del manico; III, Impianto e sviluppo del capotasto, Editore Zanibon, Padova;
- La teoria e la pratica degli abbellimenti musicali con relativi esercizi per violoncello, Zanibon, Padova;
- Scuola delle ottave: 38 studi tecnici, Zanibon, Padova;
- Tecnica dell'arco - arpeggi. Con 300 colpi d'arco, Zanibon, Padova;
- Dieci studi tecnici, Zanibon, Padova;
- Ventiquattro studi melodici per violoncello in tutte le tonalità nella estensione di tre ottave, Zanibon, Padova;
- Diciotto studi. Tratti dai quarantadue studi per violino di Kreutzer trascritti e diteggiati per violoncello, Zanibon, Padova;
- Esercizi giornalieri. Scale in tutti i toni maggiori e minori, Milano, Ricordi;
- Tre studi da concerto per violoncello solo (Andante religioso, Guitarre, Villanelle), Milano, Ricordi;
- Principali passi e soli d'opera d'autori diversi estratti dalle partiture originali d'orchestra, Milano, Ricordi;
- Principali passi e soli di tutte le opere di Wagner estratti dalle partiture originali d'orchestra, Milano, Ricordi;
- Quaranta divertimenti per violoncello solo, Carisch, Milano.

### Composizioni varie
- Varie trascrizioni per violoncello solo di celebri pagine di autori classici e romantici;
- Ave Maria per violoncello e pianoforte, Ediz. Zanibon, Padova;
- Adagio religioso per violoncello e pianoforte, Ediz. Schmidl, Trieste;
- Andante appassionato per violoncello e pianoforte, Ediz. Schmidl, Trieste;
- Serenata per violoncello e pianoforte, Ediz. Schmidl, Trieste;